# Provincias de Costa Rica
Según el artículo 168 de la Constitución de Costa Rica, las divisiones políticas se clasifican oficialmente en 18 niveles de entidades subnacionales.

## Descripción general
La Constitución de Costa Rica establece: “Para los efectos de la Administración Pública, el territorio nacional se divide en provincias, éstas en cantones y los cantones en distritos”. El país consta de 7 provincias, 84 cantones y 489 distritos.

## Lista de provincias
| Bandera | Escudo | Provincia  | Capital      | Área (km²) | Población | Índice de Desarrollo Humano 2022 | Densidad de población por km² | Mapa |
| ------- | ------ | ---------- | ------------ | ---------- | --------- | -------------------------------- | ----------------------------- | --- |
|         |        | Alajuela   | Alajuela     | 9 757      | 1 068 258 | 0.800                            | 109.48                        | Alajuela Cartago Guanacaste Heredia Limón Puntarenas San José Nicaragua Panamá Mar Caribe Océano Pacífico Isla del Coco (Puntarenas) |
|         |        | Cartago    | Cartago      | 3 124      | 490 903   | 0.803                            | 157.14                        | Alajuela Cartago Guanacaste Heredia Limón Puntarenas San José Nicaragua Panamá Mar Caribe Océano Pacífico Isla del Coco (Puntarenas) |
|         |        | Guanacaste | Liberia      | 10 141     | 354 154   | 0.790                            | 34.92                         | Alajuela Cartago Guanacaste Heredia Limón Puntarenas San José Nicaragua Panamá Mar Caribe Océano Pacífico Isla del Coco (Puntarenas) |
|         |        | Heredia    | Heredia      | 2 657      | 546 139   | 0.833                            | 205.55                        | Alajuela Cartago Guanacaste Heredia Limón Puntarenas San José Nicaragua Panamá Mar Caribe Océano Pacífico Isla del Coco (Puntarenas) |
|         |        | Limón      | Puerto Limón | 9 189      | 386 862   | 0.765                            | 42.10                         | Alajuela Cartago Guanacaste Heredia Limón Puntarenas San José Nicaragua Panamá Mar Caribe Océano Pacífico Isla del Coco (Puntarenas) |
|         |        | Puntarenas | Puntarenas   | 11 266     | 410 929   | 0.783                            | 36.47                         | Alajuela Cartago Guanacaste Heredia Limón Puntarenas San José Nicaragua Panamá Mar Caribe Océano Pacífico Isla del Coco (Puntarenas) |
|         |        | San José   | San José     | 4 966      | 1 404 242 | 0.824                            | 282.77                        | Alajuela Cartago Guanacaste Heredia Limón Puntarenas San José Nicaragua Panamá Mar Caribe Océano Pacífico Isla del Coco (Puntarenas) |